# Liste der Biografien/Bruh
Liste der Biografien |
Portal Biografien |
Personensuche
# |
A |
B |
C |
D |
E |
F |
G |
H |
I |
J |
K |
L |
M |
N |
O |
P |
Q |
R |
S |
T |
U |
V |
W |
X |
Y |
Z |
?
 
Ba |
Be |
Bd |
Bg |
Bh |
Bi |
Bj |
Bl |
Bm |
Bn |
Bo |
Br |
Bs |
Bu |
Bw |
By |
Bz
 
Bra |
Brc |
Brd |
Bre |
Brg |
Bri |
Brj |
Brk |
Brl |
Brn |
Bro |
Brp–Brt |
Bru |
Brv |
Bry |
Brz
 
Brua |
Brub |
Bruc |
Brud |
Brue |
Bruf |
Brug |
Bruh |
Brui |
Bruj |
Bruk |
Brul |
Brum |
Brun |
Brup |
Brur |
Brus |
Brut |
Bruu |
Bruv |
Bruw |
Brux |
Bruy |
Bruz
Die Liste der Biografien führt alle Personen auf, die in der deutschsprachigen Wikipedia einen Artikel haben. Dieses ist eine Teilliste mit 161 Einträgen von Personen, deren Namen mit den Buchstaben „Bruh“ beginnt.

## Bruh

### Bruha
- Bruha, Antonia (1915–2006), österreichische Widerstandskämpferin und Buchautorin
- Bruha, Thomas (1945–2024), deutscher Rechtswissenschaftler
- Bruhat, François (1929–2007), französischer Mathematiker
- Bruhat, Georges (1887–1945), französischer Physiker

### Bruhe
- Brühe, Roland (* 1967), deutscher Pflegewissenschaftler, Pflegepädagoge und Hochschulprofessor
- Brüheim, Johannes, Prior der Augustinerklöster Tübingen und Mühlheim und Provinzialvikar für Süddeutschland

### Bruhi
- Bruhier, Antoine, französischer Komponist
- Bruhier, Catherine (* 1972), US-amerikanische Schauspielerin
- Bruhin, Anton (* 1949), Schweizer Musiker und Künstler
- Bruhin, Gregor (* 1993), Schweizer Politiker
- Bruhin, Ursula (* 1970), Schweizer Snowboarderin

### Bruhl
- Bruhl, Adrien (1902–1973), französischer Althistoriker und Provinzialrömischer Archäologe
- Brühl, Albert (* 1964), deutscher Pflegewissenschaftler
- Brühl, Albert Christian Heinrich von (1743–1792), preußischer Diplomat, sächsischer und preußischer Generalmajor, Ritter des Malteserordens
- Brühl, Alfred (1920–2010), deutscher Maler
- Brühl, Alfred von (1862–1922), deutscher Jagdmaler
- Brühl, Alois Friedrich von (1739–1793), deutscher Theaterschriftsteller
- Brühl, Carl Adolph von (1742–1802), preußischer General der Kavallerie
- Brühl, Carl Bernhard (1820–1899), österreichischer Mediziner und Zoologe (Anatom; Hochschullehrer), Volksbildner und Frauenrechtler
- Brühl, Carl von (1772–1837), königlich-preußischer Wirklicher Geheimer Rat und Generalintendant der Museen
- Brühl, Carlrichard (1925–1997), deutscher Historiker
- Brühl, Christina von (1756–1816), Landschaftsarchitektin, Schriftstellerin
- Brühl, Christine von (* 1962), deutsche Autorin
- Brühl, Daniel (* 1978), deutscher SchauspielerDaniel Brühl (* 1978)

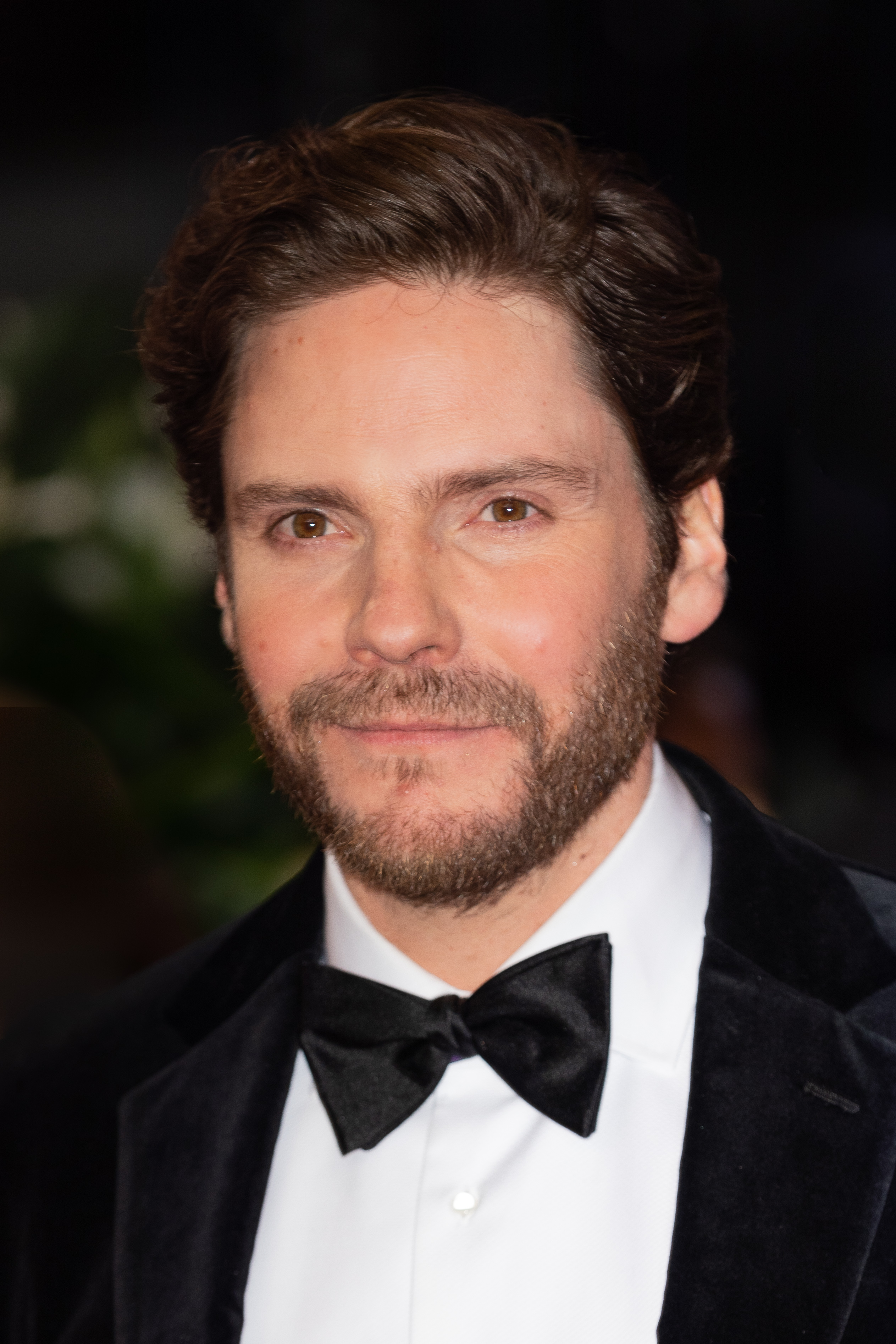
Daniel Brühl (* 1978)

- Brühl, Dietrich von (1925–2010), deutscher Diplomat
- Brühl, Eva (* 1971), deutsche Polospielerin
- Brühl, Franz von (1852–1928), Verwaltungsjurist; Landrat, Regierungspräsident der Hohenzollernschen Lande
- Brühl, Friedrich August von (1791–1856), freier Standesherr und Politiker
- Brühl, Friedrich Leopold Graf von (* 1944), deutscher Kommunalpolitiker (CDU)
- Brühl, Friedrich Stephan von (1819–1893), Standesherr und Politiker
- Brühl, Friedrich von (1791–1859), preußischer Generalleutnant
- Brühl, Friedrich Wilhelm von (1699–1760), kursächsischer Geheimer Rat und Landeshauptmann
- Brühl, Friedrich-August von (1913–1981), deutscher Offizier der Panzerstreitkräfte der Wehrmacht im Zweiten Weltkrieg
- Brühl, Friedrich-Franz von (1848–1911), preußischer Standesherr und Politiker
- Brühl, Friedrich-Joseph von (1875–1949), deutscher Rittergutsbesitzer und Mitglied des preußischen Herrenhauses
- Brühl, Fritz (1909–1982), deutscher Journalist und Volkswirt
- Brühl, Georg (1931–2009), deutscher Kunstwissenschaftler, Publizist und Kunstsammler
- Brühl, Gustav (1826–1903), deutsch-amerikanischer Arzt, Dichter, Archäologe
- Brühl, Gustav (1871–1939), deutscher Ohrenarzt
- Brühl, Hanno (1937–2010), deutscher Fernsehregisseur
- Brühl, Hanns Moritz von (1746–1811), sächsischer Adliger und Rittergutsbesitzer, Übersetzer und Zeichner, später preußischer Intendant der Chausseen
- Brühl, Hans Moritz von (1665–1727), deutscher Hofbeamter
- Brühl, Hans Moritz von (1693–1755), Wirklicher Geheimer Rat, Oberstallmeister, General der Kavallerie und Statthalter der Ballei Thüringen
- Brühl, Hans Moritz von (1736–1809), deutscher Diplomat und Wissenschaftler
- Brühl, Heidi (1942–1991), deutsche Schlagersängerin und SchauspielerinHeidi Brühl (1942–1991)

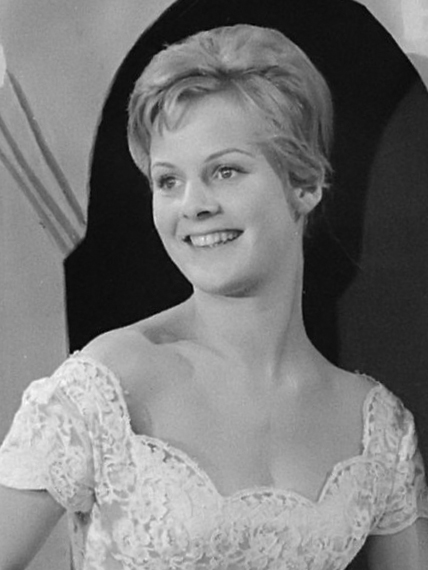
Heidi Brühl (1942–1991)

- Brühl, Heinrich Adolph von (1744–1778), kurfürstlich-sächsischer Kammerherr, Ober- und Amtshauptmann sowie Rittergutsbesitzer
- Brühl, Heinrich Ludwig von (1768–1833), kursächsischer Kammerrat des Stifts Merseburg, deutscher Rittergutsbesitzer
- Brühl, Heinrich von (1700–1763), sächsischer Staatsmann
- Brühl, Johann Adolph von (1695–1742), königlich-polnischer und kurfürstlich-sächsischer Stallmeister und Kammerherr, fürstlich-sächsischer Oberstallmeister und Reisemarschall sowie Rittergutsbesitzer
- Brühl, Johann August Moritz (1819–1877), deutscher Journalist, Schriftsteller und Übersetzer
- Brühl, Johann Benjamin (1691–1763), deutscher Kupfer- und Notenstecher
- Brühl, Johann Heinrich (1760–1831), deutscher Priester und Dechant
- Brühl, Johann Wilhelm Christian (1757–1806), deutscher Mediziner und Hochschullehrer
- Brühl, Julius Wilhelm (1850–1911), Chemiker
- Brühl, Ludwig (* 1870), deutscher Mediziner und Museumskurator
- Brühl, Marcus (1975–2015), deutscher Lyriker und Autor
- Brühl, Paul (1876–1950), deutscher Politiker (USPD), MdR
- Brühl, Peter (1932–2016), deutscher Urologe
- Brühl, Reinhard (1924–2018), deutscher Militärhistoriker und Generalmajor der Nationalen Volksarmee
- Brühl, Ruth (* 1927), deutsche Schriftstellerin
- Brühl, Tanja (* 1969), deutsche Politologin
- Brühl, Walther (1894–1986), deutscher Politiker (GB/BHE), MdL
- Brühl, Wilhelm von (1788–1867), preußischer Generalleutnant
- Brühl-Renard, Karl von (1853–1923), Graf von Seifersdorf
- Brühler, Ernst-Christoph (1891–1961), deutscher Politiker (DP), MdB
- Brühler, Gernot (* 1953), deutscher Jurist und Richter am Bundesarbeitsgericht
- Brühlmann, Fritz (1936–2022), Schweizer Zweiradmechaniker
- Brühlmann, Hans (1878–1911), Schweizer Maler
- Brühlmann, Jürg (* 1956), Schweizer Industriedesigner und Ausstellungskurator
- Brühlmann, Kevin (* 1990), Schweizer Journalist, Reporter und Sachbuchautor
- Brühlmann, Lisa (* 1981), Schweizer Schauspielerin
- Brühlmeyer, Hermann (1892–1966), österreichischer Fotograf

### Bruhm
- Bruhm, Heinrich (1801–1869), deutscher Kaufmann, Unternehmer und Politiker, MdL
- Brühmann, Horst (1942–2014), deutscher Bildhauer und Medailleur

### Bruhn
- Bruhn Hoffmeyer, Ada (1910–1991), dänische Museumskuratorin, Forscherin und Expertin für mittelalterliche Waffen
- Bruhn, Andreas (* 1967), deutscher Musikproduzent
- Bruhn, Angelika (* 1950), deutsche Verlegerin
- Bruhn, Annika (* 1992), deutsche Schwimmerin
- Bruhn, Anton Joachim Christian (1868–1928), deutscher Zimmermann und Fotograf
- Bruhn, Arnold (1879–1961), deutscher Architekt
- Bruhn, Axel (1904–1983), deutscher Politiker (CDU), Abgeordneter der Hamburgischen Bürgerschaft (1957–1966)
- Bruhn, Bruno (1872–1958), deutscher Chemiker und Industriemanager
- Bruhn, Christian (1865–1927), deutscher Mediziner
- Bruhn, Christian (1868–1942), deutscher Kieferchirurg und Hochschullehrer
- Bruhn, Christian (* 1934), deutscher Komponist, Arrangeur und LiedtexterChristian Bruhn (* 1934)

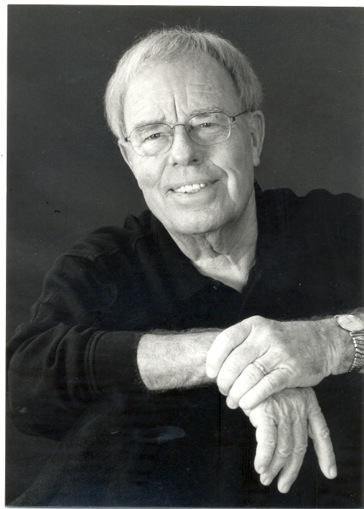
Christian Bruhn (* 1934)

- Bruhn, Christian August Thomas (1808–1875), deutscher Verwaltungsjurist
- Bruhn, Christian Nicolaus (1796–1863), Theologe
- Bruhn, David (1727–1782), deutscher evangelischer Theologe und Kirchenlieddichter
- Bruhn, Dirk (* 1972), deutscher Politiker (Die Linke), MdL
- Bruhn, Elena (* 1978), deutsche Journalistin und Fernsehmoderatorin
- Bruhn, Elisabeth (1893–1944), deutsche Kommunistin und Widerstandskämpferin gegen den Nationalsozialismus
- Bruhn, Emil (1860–1940), evangelischer Pastor und Heimatschriftsteller
- Bruhn, Erik (1928–1986), dänischer Ballett-Tänzer
- Bruhn, Erika (* 1956), deutsche Sängerin und Komponistin
- Bruhn, Friedrich Wilhelm Gustav (1853–1927), deutscher Unternehmer und Erfinder
- Bruhn, Gustav (1889–1944), Politiker der KPD und Widerstandskämpfer gegen den Nationalsozialismus
- Bruhn, Hans (1901–1978), deutscher Kommunalpolitiker (CDU)
- Bruhn, Hans-Dietrich (1937–2011), deutscher Hämostaseologe
- Bruhn, Hans-Joachim (* 1943), deutscher Maler und Grafiker
- Bruhn, Harald (1841–1900), deutscher Verleger
- Bruhn, Heinrich (1913–1986), deutscher Journalist
- Bruhn, Hermann (1872–1943), deutscher Manager und Politiker
- Bruhn, Hermann (* 1928), deutscher Brauereikaufmann und niederdeutscher Schauspieler
- Bruhn, Hermann Friedrich (1931–1972), deutscher Bauunternehmer
- Bruhn, Jasper (* 1996), deutscher Handballspieler
- Bruhn, Joachim (1921–2012), deutscher Offizier, zuletzt Brigadegeneral der Bundeswehr
- Bruhn, Joachim (1955–2019), deutscher politischer Publizist und Verleger
- Bruhn, Kai-Christian (* 1970), deutscher Fachmann für Archäoinformatik und Digital Humanities
- Bruhn, Karl von (1803–1877), deutscher Revolutionär
- Bruhn, Kirsten (* 1969), deutsche Schwimmerin im BehindertensportKirsten Bruhn (* 1969)

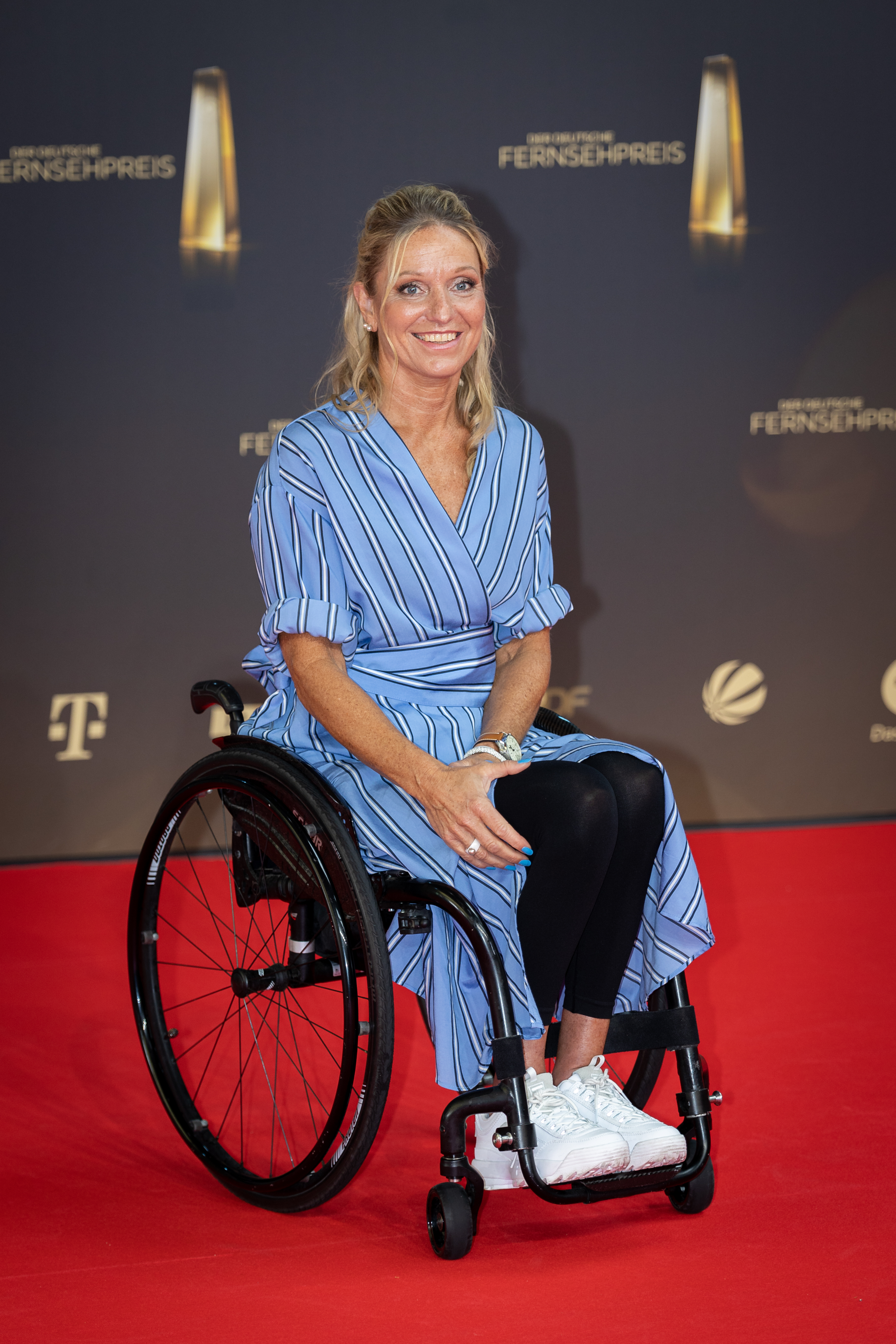
Kirsten Bruhn (* 1969)

- Bruhn, Klaus (1928–2016), deutscher Indologe
- Bruhn, Linus (* 1998), deutscher Sänger
- Bruhn, Manfred (* 1949), deutscher Ökonom, Professor für Marketing und Unternehmensführung
- Bruhn, Maria Christina (1732–1808), schwedische Unternehmerin und Erfinderin
- Bruhn, Matthias (* 1966), deutscher Kunsthistoriker
- Bruhn, Max (1895–1967), deutscher Verleger, Kaufmann und Kunsthändler
- Bruhn, Max (1902–1987), deutscher Lehrer, Philologe, Genealoge und Heimatforscher
- Bruhn, Moritz (1806–1883), deutscher Verleger
- Bruhn, Niklas (* 1991), deutscher Schauspieler
- Bruhn, Peter (1926–2009), deutscher Bibliothekar
- Bruhn, Ralf (* 1955), deutscher Musiker, Komponist und Musikproduzent
- Bruhn, Richard (1886–1964), deutscher Manager in der Automobilindustrie
- Bruhn, Siglind (* 1951), deutsche Musikwissenschaftlerin und Konzertpianistin
- Bruhn, Steffen (* 1990), deutscher Fußballspieler
- Bruhn, Sven (* 1961), deutscher Sportwissenschaftler, Hochschullehrer
- Bruhn, Thomas (* 1981), dänischer Handballspieler
- Bruhn, Waltrud (1936–1999), deutsche Schriftstellerin und Künstlerin
- Bruhn, Wilhelm (1869–1951), deutscher Politiker (DNVP), MdR und Verleger der Staatsbürger-Zeitung
- Bruhn, Wilhelm (1876–1969), deutscher evangelischer Theologe, Pädagoge und Hochschullehrer
- Bruhn, Wolfgang (1886–1945), deutscher Kunsthistoriker
- Bruhn, Zarah (* 1991), deutsche Unternehmerin
- Bruhn-Möller, William (1887–1964), schwedischer Ruderer
- Brühne, Christian Friedrich (1830–1896), Landtagsabgeordneter Waldeck
- Brühne, Frank (1941–2017), deutscher Kameramann
- Brühne, Friedrich (1855–1928), deutscher Politiker (SPD), MdR
- Brühne, Heinz (1904–1995), deutscher Politiker (SPD), MdL
- Brühne, Lothar (1900–1958), deutscher Filmkomponist
- Brühne, Vera (1910–2001), mutmaßliche Doppelmörderin
- Bruhnke, John (* 1964), deutscher Basketballtrainer
- Bruhnke, Kay (* 2001), deutscher BasketballspielerKay Bruhnke (* 2001)

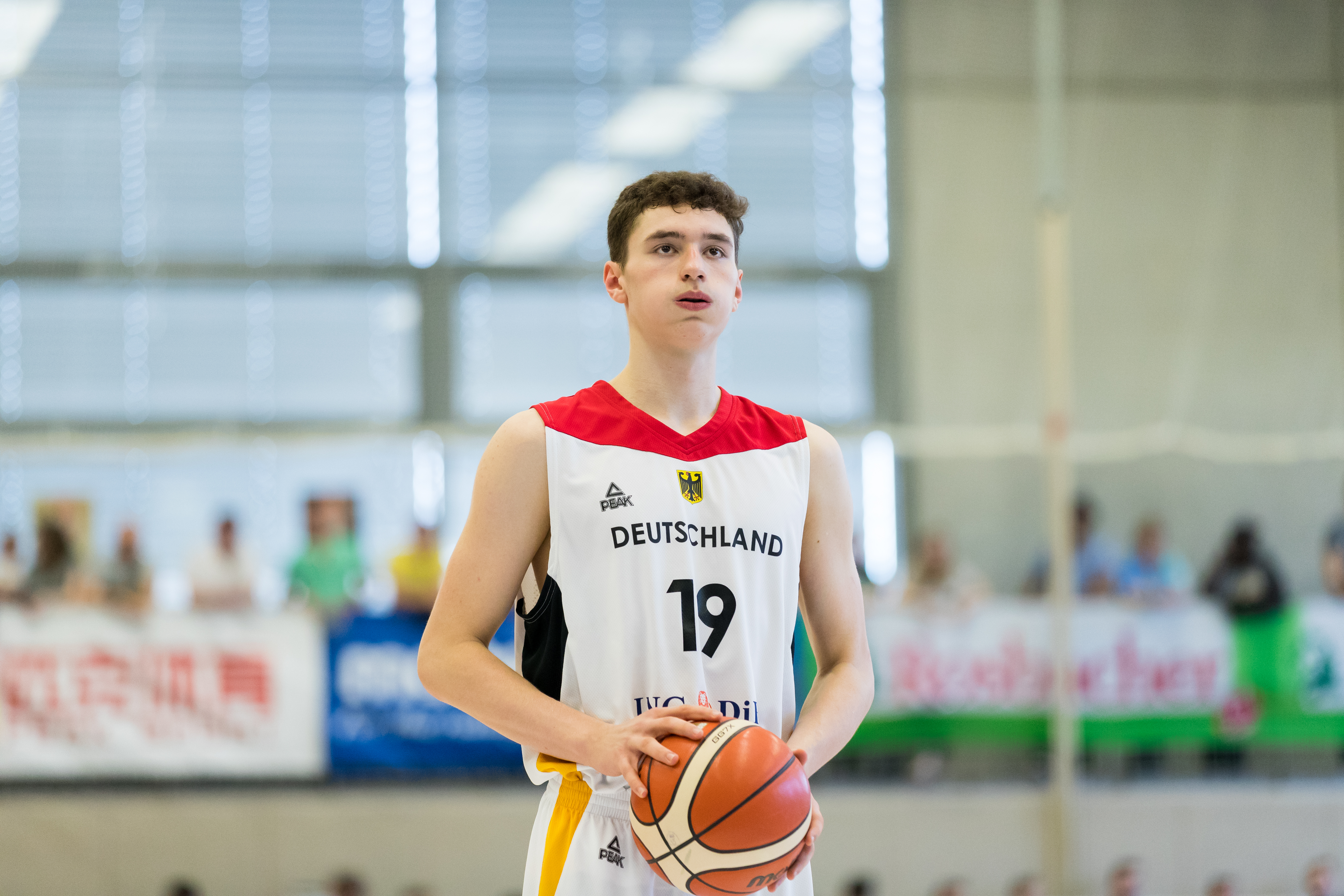
Kay Bruhnke (* 2001)

- Bruhnke, Ulrich (* 1954), deutscher Manager der Automobilindustrie
- Bruhns, Annette (* 1966), deutsche Journalistin und Autorin
- Bruhns, Annika (* 1966), deutsche Musicaldarstellerin und Schauspielerin
- Bruhns, Carl (1830–1881), deutscher Astronom und auch als Geodät tätig
- Bruhns, Carl (1869–1934), deutscher Dermatologe
- Bruhns, Friedrich Nicolaus (1637–1718), deutscher Komponist
- Bruhns, Fritz (* 1927), deutscher Politiker (CDU), MdBB
- Bruhns, Hardo (* 1945), deutscher Physiker
- Bruhns, Jakob Ludwig (1852–1923), deutscher Weinhändler und Komponist
- Bruhns, Jannik (* 1999), deutscher Fußballspieler
- Bruhns, Julius (1860–1927), deutscher Politiker (SPD, USPD), MdR
- Bruhns, Leo (1884–1957), deutscher Kunsthistoriker
- Bruhns, Maike (* 1940), deutsche Kunsthistorikerin und -sammlerin, Kuratorin und Autorin
- Bruhns, Nicolaus (1665–1697), deutsch-dänischer Komponist
- Bruhns, Werner (1928–1977), deutscher Schauspieler und Synchronsprecher
- Bruhns, Wibke (1938–2019), deutsche Journalistin und AutorinWibke Bruhns (1938–2019)

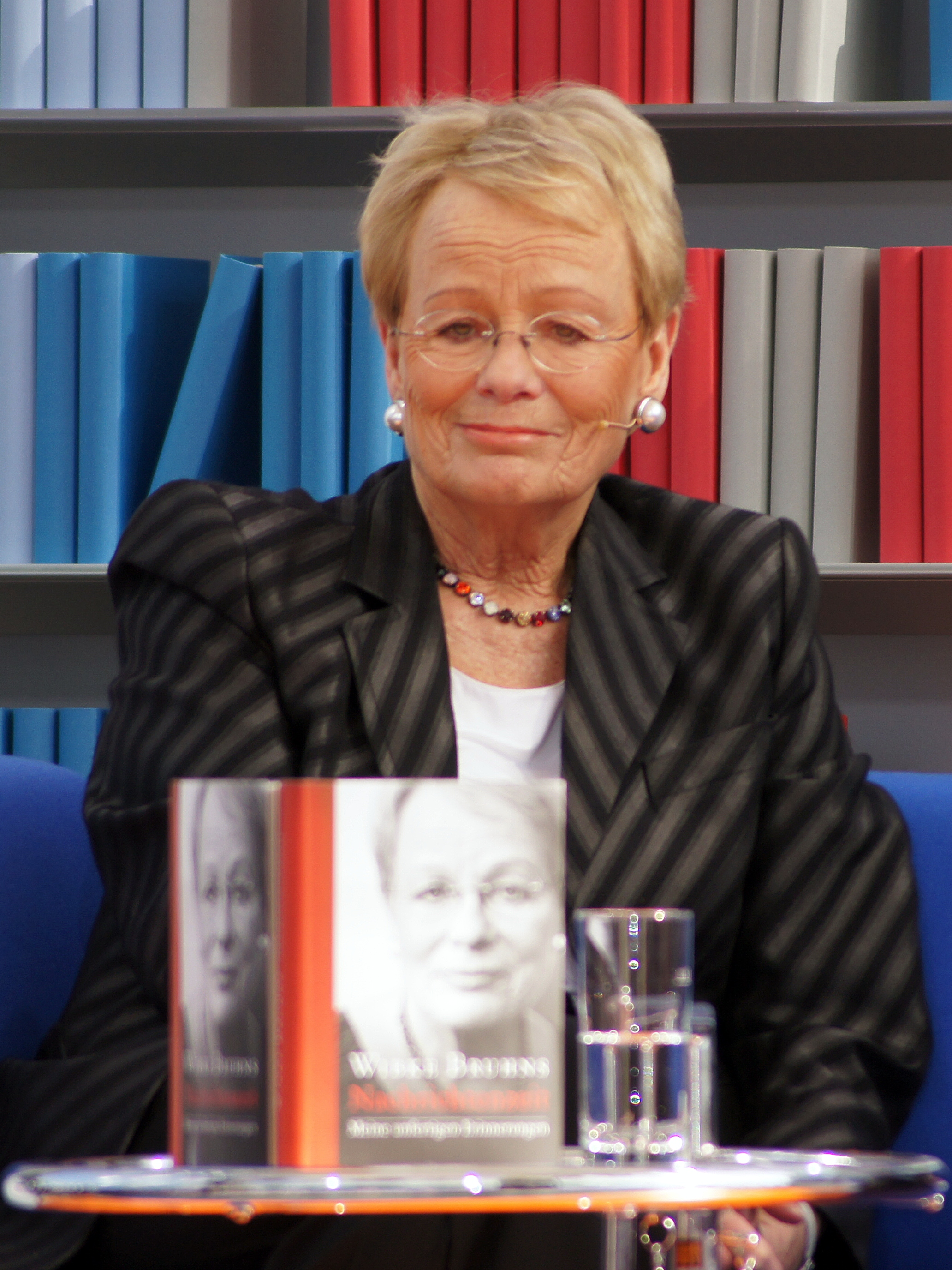
Wibke Bruhns (1938–2019)

- Bruhns, Wilhelm (1864–1929), deutscher Mineraloge

### Bruhs
- Bruhs, Hubert (1922–2005), deutscher Bildhauer
- Bruhs, Wolfgang (* 1949), deutscher Fußballspieler

### Bruhw
- Brühwiler, David (* 1955), Schweizer Jazz-Pianist, Komponist und Pädagoge
- Brühwiler, Paul (* 1939), Schweizer Grafikdesigner und Künstler